# Neosilurus idenburgi
Neosilurus idenburgi és una espècie de peix de la família dels plotòsids i de l'ordre dels siluriformes.

## Morfologia
Els mascles poden assolir els 27 cm de llargària total.

## Distribució geogràfica
Es troba al nord de Nova Guinea.